# مهرجان الشقراوات
مهرجان الشقراوات هو حدث سنوي يُعقد في لاتفيا؛ حيثُ تجتمعُ الشقراوات بلِباس موحد غالبًا ما يكونُ ورديًا وتسرنَ في شوارع مدينة ريغا لتعزيز النمو الاقتصادي وتحميس قاطني وساكني المدينة. يُنظّم هذا الحدث رمسيًا من قِبل الرابطة اللاتفية الشقراوات.
أصبحَ هذا العرض السنوي نقطة جذب للسياح الذين يرغبون في التعرف على ثقافة المدينة بعيدًا عن باقي فنونها. على مدار السنوات؛ نافسَ هذا الحدث مهرجانات وعروض أخرى مثلَ الكرنفالات التي تُقام في البرازيل أو في إيطاليا.
يلقى المهرجان كل عام المزيد من الاهتمام العالمي؛ وقد أصبحَ أكبر مهرجان للشقراوات في العالم. يلقى هذا الحدث اهتمام وسائل الإعلام الدولية وبخاصّة وسائل الإعلام الألمانية. بشكلٍ عام؛ يُغطّي المهرجان أكثر من 500 قناة إعلامية ومواقع ويب بما في ذلك سي إن إن كما تُشارك فيه شقراوات منَ الولايات المتحدة الأمريكية، المملكة المُتحدة وإيطاليا وباقي دول العالم.

## السنوات

### 2009
- أول مهرجان
- شاركت فيه حوالي 500 شقراء [4]

### 2010 (28 - 29 مايو)
- شاركت فيه حوالي 800 مشاركة من الشقراوات [3]

### 2011
- شاركت فيهِ أكثر من 500 شقراء وقد تميّز بحضور مشاركات من نيوزيلندا وفنلندا وإيطاليا وليتوانيا[2]
- اصطفّ حوالي ألف شخص؛ معظمهم من الرجال على جنبات الطريق لحضور المهرجان.[2]